# Prince Abdulaziz
M/Y Prince Abdulaziz är en megayacht tillverkad av Helsingør Skibsværft og Maskinbyggeri i Danmark. Hon levererades 1984 till den regerande saudiska släkten Saud i syfte att användas av Saudiarabiens dåvarande kung Fahd bin Abdul Aziz. Prince Abdulaziz designades exteriört av Maierform Maritime Technology medan den brittiska designern David Hicks designade interiören. Megayachten är 147 meter lång och har en kapacitet på 64 passagerare och 65 besättningsmän samt minst en helikopter.
Från den levererades 1984 och till 2006, när megayachten Dubai sjösattes, var Prince Abdulaziz världens längsta motoryacht.